# قصور أبو سراح التاريخية
قصور أبو سراح التاريخية هي قصور تاريخية تقع في قرية العزيزة بمحافظة السودة في منطقة عسير جنوب السعودية، تعود ملكيتها لأسرة آل أبو سراح في عسير الذين سكنوها في فترة حكم آل عايض، وتبلغ مساحتها 3000 متر مربع، وقد بنيت عام 1252 هـ يتجاوز عمرها الـ 200 عام.
تخطيط القصور
القصور عبارة عن ثلاثة مبانٍ كل يحمل مسمى: قصر وازع وقصر عزيز وحصن المصلى، ويتكون كل من قصر عزيز وقصر وازع من 6 طوابق و32 غرفة، وحصن المصلى يتكون من 3 طوابق و11 غرفة، تحتوي القصور على 105 نافذة أو ما يعرف بـ"كترة"، وجميعها مبنية من الحجر وخشب العرعر ومغطاة بمادة القضاض من الخارج. تعتبر القصور قديماً بمثابة الحصون التي يستخدمها أهالي القرية للاحتماء من الأعداء عند الإغارة عليها، حيث يُمكّنهم علوها من رؤية جميع التحركات والتأهب لها. رُمم القصر اليوم على يد أحد أحفاد لاحق أبو سراح وهو الأستاذ عبدالعزيز بن لاحق أبوسراح وأصبح مزاراً ومعلماً سياحياً مشهوراً وكان من ضمن رزنامة فعاليات موسم السودة أحدمواسم السعودية. وأحد الوجهات الرئيسية لزائر عسير 
قصة آل أبو سراح
تعود ملكية القصور إلى أُسرة آل أبو سراح، حيث بناها الشيخ لاحق بن أحمد أبوسراح الزيداني كبير جماعته في بني مغيد ومن وجهاء منطقة عسير. كُلف بأمارة سواحل تهامة الغربية وكان صاحب تجارة، وقد تزوج عددا كبيرا من النساء ولم يرزق إلا بولد واحد أسماه عليا، وخمسا من البنات، وكان يدون ويؤرخ تواريخ ميلاد أبنائه ويهتم بذلك. أُخذ إلى المنفى في تركيا هو وابنه علي، وزوجته بنت آل عواض من ضمن الأسرى ورزق الزوجان بمولود هو الحسين، عاش بداية طفولته في المنفى، قبل أن يعود هو ووالده علي إلى عسير مطلع القرن الثالث عشر الهجري. أما الشيخ لاحق فقد توفي في إسطنبول عام 1289هـ على يد الحملة التركية على عسير، ودفن في بلدة يانية.

## انظر ايضاً
- السودة
- موسم السودة
- شركة السودة للتطوير